# ニコル (パンティエーヴル女伯)
ニコル・ド・シャティヨン（Nicole de Châtillon, 1424年ごろ - 1480年1月3日以降）は、パンティエーヴル女伯（在位：1454年 - 1480年）。

## 生涯
ニコルは、アヴォグール領主シャルルとイザボー・ド・ヴィヴォンヌの娘である。父シャルルは、シャルル・ド・ブロワとブルターニュ女公ジャンヌの息子パンティエーヴル伯ジャン1世の三男であったが、1434年に死去した。伯父のオリヴィエおよびジャン2世が死去すると、ニコルは長子相続による相続人としてパンティエーヴル伯位を継承した。継承に伴い、ニコルはブルターニュ公位に対するパンティエーヴル家の請求権も継承した。1480年1月3日、ニコルはブルターニュに対する権利をフランス王ルイ11世に5万リーブルで売却した。

## 結婚と子女
ニコルは1437年6月18日にジャン2世・ド・ブロス（1423年 - 1482年）と結婚し、以下の子女をもうけた。
- ジャン3世（1502年没） - パンティエーヴル伯
- アントワーヌ - ジャンヌ・ラ・プライと結婚
- ポーリーヌ - ヌヴェール伯ジャン・ド・ブルゴーニュと結婚
- クロディーヌ（1450年 - 1513年） - サヴォイア公フィリッポ2世と結婚
- ベルナルド - モンフェッラート侯グリエルモ8世と結婚
- エレーヌ - モンフェッラート侯ボニファーチョ3世と結婚